# ニョッコ・フリット

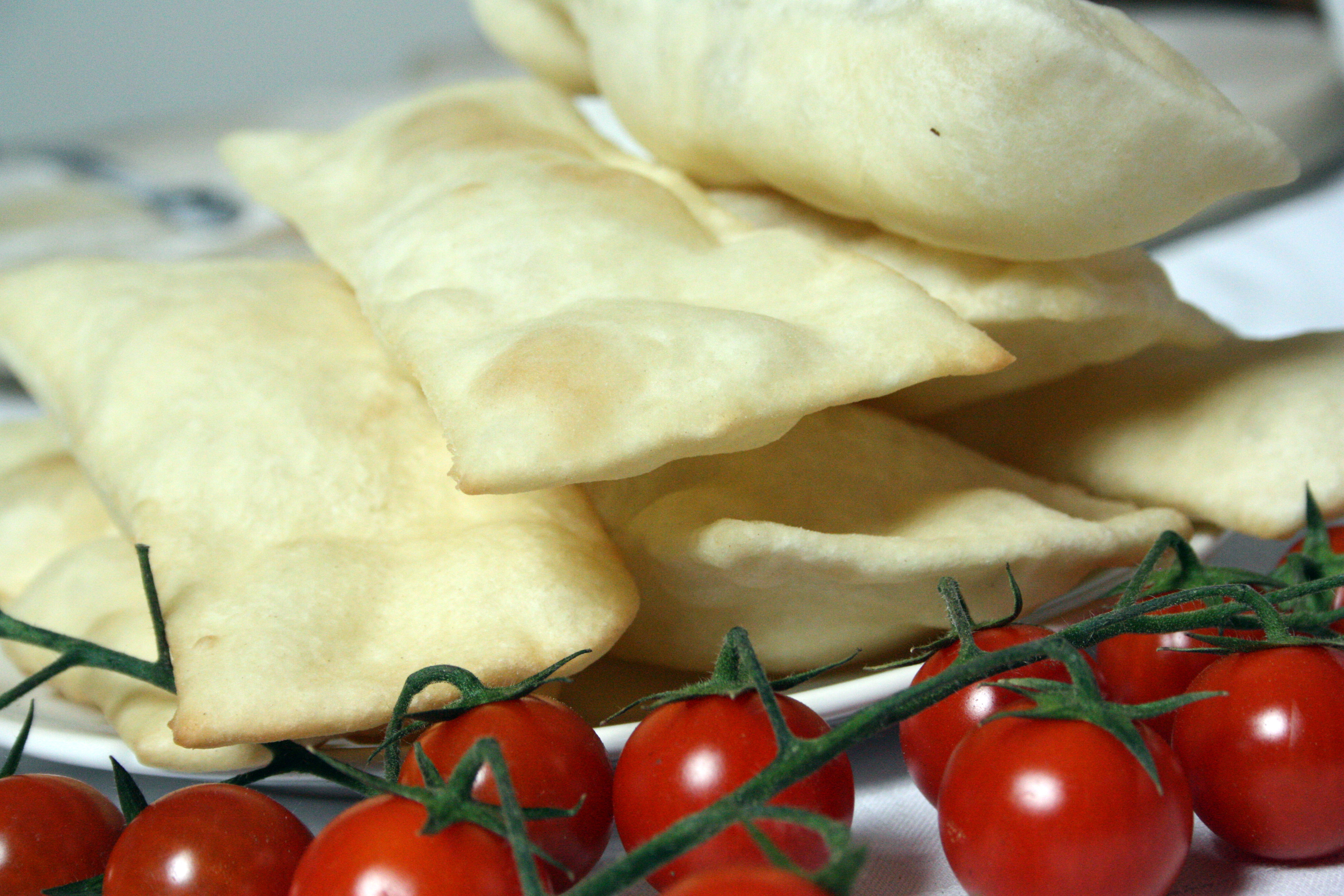
ニョッコ・フリット

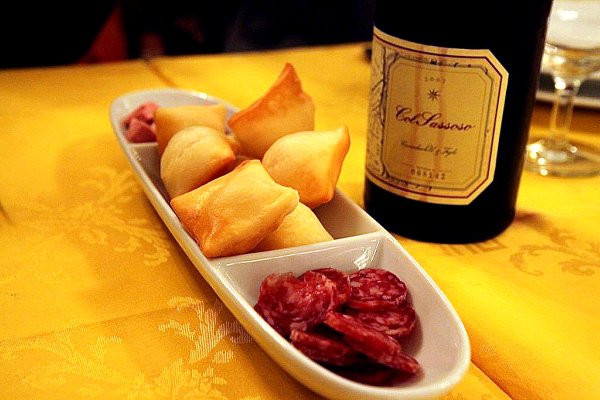
ニョッコ・フリットとランブルスコ

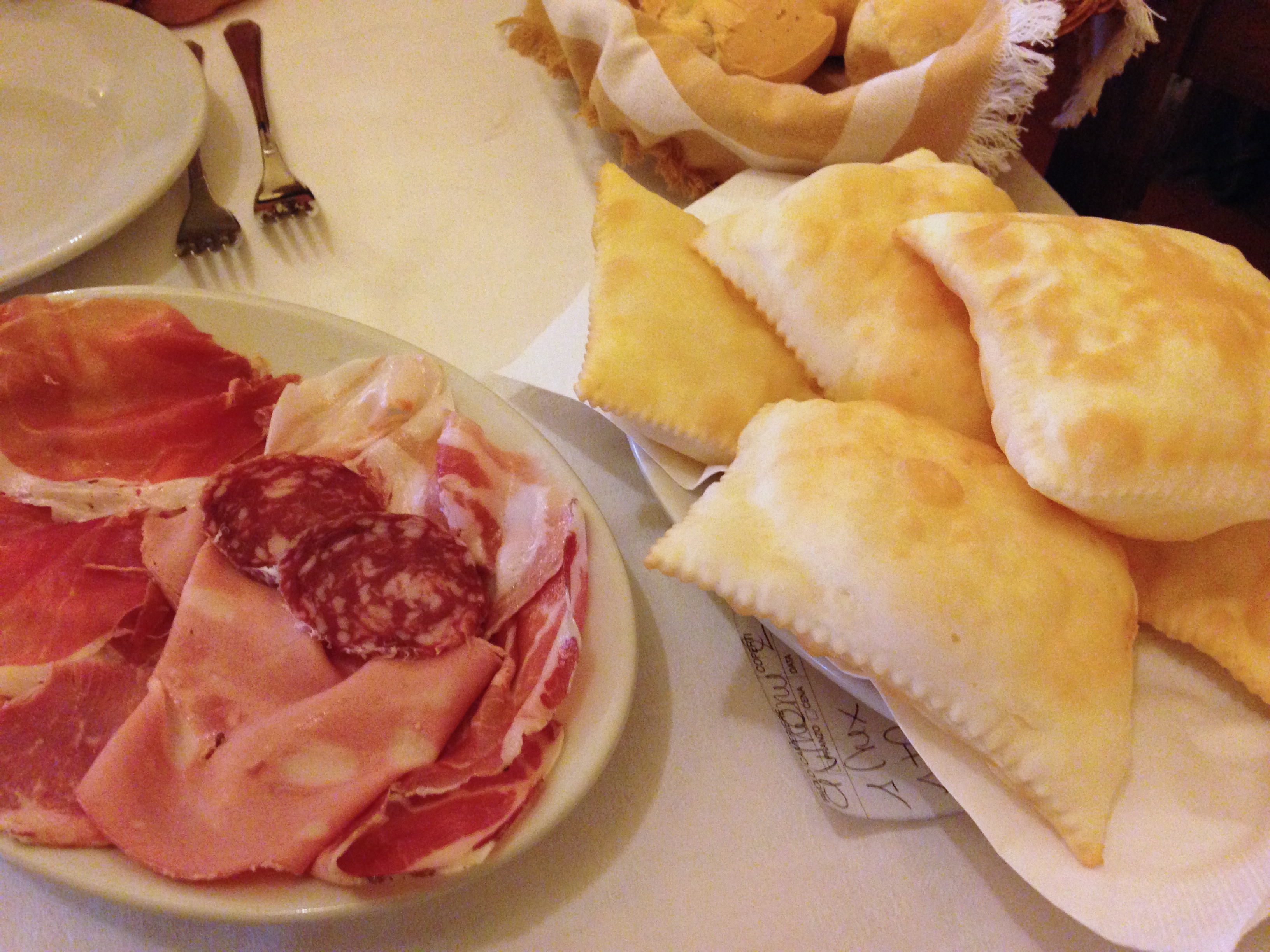
ニョッコ・フリット

ニョッコ・フリット（Gnocco fritto）とは、モデナとレッジョ・エミリアの名物料理。薄い揚げパンで、生ハムなどと一緒に食べられる。

## 概要
エミリア＝ロマーニャ州の揚げパンであるトルタ・フリッタ（Torta fritta）は、モデナではニョッコ・フリットと呼ばれている。似たような食品は、ボローニャではクレシェンティーネ（crescentine）、パルマではトルタ・フリッタ(torta fritta)と呼ばれる。また、フェッラーラではピンツィーノ(pinzino)、ピアチェンツァではキソリーニ（chisolini）と呼ばれる。

## 参照
- 夜はニョッコフリット
- ニョッコフリットの作り方: Diario - ウェイバックマシン（2014年12月31日アーカイブ分）
- ニョッコフリット ～Gnocco fritto～のレシピ［イタリアン,前菜,パン］　週末レシピ - goo グルメ&料理